# Marcus Melo
Marcus Vinicius de Almeida e Melo, mais conhecido como Marcus Melo, (Mogi das Cruzes, 1 de setembro de 1972), é um empresário e político brasileiro, filiado ao Partido Liberal (PL). Foi eleito prefeito de Mogi das Cruzes após se tornar conhecido pela população de Mogi por sua atuação na direção geral da SEMAE, autarquia municipal responsável pelo tratamento de água e esgotos da cidade. Antes de atuar na vida pública, Marcus Melo exercia cargos de direção em empresas controladas por seus familiares.
Foi eleito em 2016 com cerca de 64% dos votos válidos. Tomou posse em 1º de janeiro de 2017, após cerimônia de transmissão de cargo, ficando até 31 de dezembro de 2020, quando foi sucedido por Caio Cunha, do Podemos.

## Carreira política

### Candidatura à prefeitura de Mogi das Cruzes
Inicialmente pré-candidato pelo PSD, Marcus Melo lançou sua candidatura filiado ao PSDB, tendo como companheiro de chapa Juliano Abe, filho do ex-prefeito Junji Abe . A chapa concorreu sob a coligação "Mogi de Todos Nós". O principal rival da coligação era a do candidato Luiz Carlos Gondim, pelo partido Solidariedade.
Nas urnas, venceu com 129 755 dos votos válidos (64,34%).

### Prefeito de Mogi das Cruzes (2017-2020)

#### "Não será possível construir grandes obras"
Após os primeiros cem dias no cargo, o prefeito relatou em entrevista que "Não será possível construir grandes obras", mencionando a queda na arrecadação de impostos, apesar de ter mencionado também que manteve o reajuste e o pagamento dos funcionários públicos do município.

#### Cancelamento do Carnaval
Uma ação controversa do prefeito foi a de cancelar o Carnaval da cidade em 2017. O prefeito alegou que a ação iria economizar cerca de R$1,2 milhões de reais no orçamento da cidade. O evento ainda ocorreu, em menor tamanho, organizado por instituições privadas e em prédios públicos, como o Casarão da Mariquinha.

### Segunda candidatura à prefeitura de Mogi das Cruzes
Marcus Melo lançou sua reeleição para a prefeitura de Mogi das Cruzes filiado ao PSDB, com Sadao Sakai como vice. No primeiro turno, obteve 42,2% dos votos válidos, contra 28,3% do segundo colocado, o então vereador Caio Cunha, do Podemos. No segundo turno, foi derrotado por seu oponente, se tornando o primeiro prefeito da cidade a não vencer uma disputa de reeleição. Com 100% das urnas apuradas, os votos válidos somaram 196.370, dos quais 58,39% foram para Caio Cunha e os 41,61% para Marcus Melo.